# Vlasta Svatkova
Vlastina Svátková  est une actrice et mannequin tchèque.

## Biographie
Elle est née de parents tchécoslovaques, une mère slovaque et un père tchèque. Elle étudie à l'école primaire et l'école secondaire dans la ville slovaque de Myjava. Elle étudie le piano pendant quinze ans et a pris des cours de dessins et de chant. Elle a étudié l'écriture et la récitation de poèmes. Son premier long métrage a été Casino Royale (2006) de Martin Campbell. Elle joue également au théâtre.

## Filmographie
- 2006 : Casino Royale
- 2008 : Dark Spirits
- 2008 : Baron Rouge
- 2009 : Hodinu nevis
- 2010 : Rytmus v patách
- 2010 : Zeny v pokuseni
- 2014 : Fair Play
- 2015 : Child 44
- 2015 : Gangster Ka
- 2016 : Taxi 121
- 2016 : Polda